# ワラセア

赤い部分がワラセアである。 ウェーバー線を青線で示す。

ワラセア（Wallacea）は、生物地理学的な区分で、深い海峡によってアジアともオーストラリア大陸の大陸棚とも隔てられたインドネシアの島嶼の一群を指す語。ウォーレシア、ウォレシアなどとも呼ばれる。
ワラセアは、スンダランド（マレー半島、スマトラ、ボルネオ、ジャワ島、バリ）の東側でオーストラリアやニューギニアを含むニアー・オセアニアの北側、西側に位置する。ワラセアの陸地面積の合計は34万7000平方キロメートルである。

## 地理
| スラウェシ島 （北スラウェシ州,ゴロンタロ州, 中部スラウェシ州,南東スラウェシ州, 南スラウェシ州,西スラウェシ州） | ハルマヘラ島を含む北マルク州                                                               |
| スラウェシ島 （北スラウェシ州,ゴロンタロ州, 中部スラウェシ州,南東スラウェシ州, 南スラウェシ州,西スラウェシ州） | アルー諸島を除くマルク州                                                                   |
| 西ヌサ・トゥンガラ州 (ロンボク島, スンバワ島)                                                                  | 東ヌサ・トゥンガラ州 （コモド島,フローレス島,スンバ島,西ティモール） 東ティモール (独立国) |

ワラセアの地図。 赤い線はウォレス線 (東洋区との境目)

スンダランドとワラセアの境界は、その両側での哺乳類と鳥類の動物相の違いについて記述したアルフレッド・ラッセル・ウォレスにちなみ、ウォレス線と呼ばれる。スマトラ、ジャワ、バリ、ボルネオを含むウォレス線の西側のスンダランドの島々は、アジアとよく似た、トラ、猿、サイを含む哺乳類の動物層をもっていることで共通している。
氷期の間、海面は低下し、スンダ棚（スンダ陸棚、スンダ大陸棚）が露出しており、ワラセアの島々とアジアは繋がっていた。その間に、アジアの陸棲動物がこれらの島々に移り住むことが可能になった。ワラセアの島々には、大陸由来と考えられ、しかし海を自力で渡ることは困難と考えられるいくつかの種の陸棲哺乳類、地上棲鳥類、淡水魚が生息している。多くの鳥、爬虫類、昆虫は、比較的困難を伴わずに海峡を越えることも可能であり、そのようなオーストラリアやアジア由来の種が、ワラセアで発見されている。植生は、圧倒的にアジア由来のものが支配的であり、植物学的にはスンダランド、ワラセア、ニューギニアを含む領域をマレシア植物地理区と呼ぶ。
同様に、東側のオーストラリアとニューギニアは、浅い大陸棚によって接続されている。これも過去の氷期の時代には、陸橋によってつながっており、各分野の科学者がオーストラリア-ニューギニア、マガネシア、またはサフルランドなどと呼ぶ単一の大陸を構成していた。その結果、オーストラリア、ニューギニア、アルー諸島には、ワラセアに生息しない多くの有袋類、陸棲の鳥、淡水魚が生息している。ワラセアと、オーストラリア、ニューギニアを分ける線はリチャード・ライデッカーにちなみ、ライデッカー線と呼ばれる。フィリピン（スンダランドの一部とされるパラワンを除く）は通常、ワラセアとは切り離された領域と考えられているが、ワラセアに含めることもある。ウェーバー線は、アジアとオーストラリアの動物相と植物相をおおよそ同程度に分ける中間線であり、インドネシア諸島を横断する最も深い海峡と重なっている。

## 生物地理学
ワラセアは、単に隣接する地域からやってくる生物種による遷移領域とみなされていることも多いが、実は、ワラセアは多くの固有の種分化とそれに比例して多くの固有種が存在するユニークな領域でもある。そのことがインドネシア諸島の巨大な生物多様性に寄与している。
ワラセアの動植物の離れた祖先は、アジアまたはオーストラリア-ニューギニアからやってきたにもかかわらず、ワラセアには現在多くの固有種が土着している。多くの島がそれぞれ深い海によって隔てられているため、途方もなく大きい種の多様性が存在している。自然保護団体コンサベーション・インターナショナルは、ワラセアを生物多様性ホットスポットに指定している。
ワラセアは、もともとほとんど完全に森林地帯であり、ほぼ全域が熱帯亜熱帯湿性広葉樹林で、いくらかの地域が熱帯亜熱帯乾性広葉樹林であった。高地には 低山性と亜高山性の森林があり、海岸ではマングローブ林がある。
コンサベーション・インターナショナルによれば、ワラセアに生息する1万種の植物のうちおよそ1,500種（15 %）が固有種である。固有率は陸性脊椎動物において高く、1,142種の発見された陸性脊椎動物のうち、およそ半数の529種が固有種である。
ワラセアのほとんどの領域は森林であった。45 %の領域はなんらかの森林被覆があり、5万2017平方キロメートル（15 %）がほぼ原生林となっている。ワラセアの全領域は34万7000平方キロメートルであり、そのうち、およそ2万平方キロメートルだけが保護されている。絶滅危惧IA類、絶滅危惧IB類、絶滅危惧II類に分類される82種と絶滅危惧IA類に分類される6種の陸性脊椎動物がワラセアに生息している。

## ワラセアの生態地域
熱帯亜熱帯湿性広葉樹林
- Banda Sea Islands moist broadleaf forests (カイ諸島, タニンバル諸島)
- Buru rain forests (ブル島)
- Halmahera rain forests (ハルマヘラ島, モロタイ島, オビ諸島, バカン島)
- Seram rain forests (セラム島, アンボン島, サパルア)
- Sulawesi lowland rain forests (スラウェシ島, バンガイ諸島, スラ諸島（インドネシア語版、英語版）, サンギヘ諸島, タラウド諸島)
- Sulawesi montane rain forests (スラウェシ島)

熱帯亜熱帯乾性広葉樹林
- Lesser Sundas deciduous forests (ロンボク, スンバワ島, コモド島, フローレス島, アロール島)
- Sumba deciduous forests (スンバ島)
- Timor and Wetar deciduous forests (ティモール島, バラットダヤ諸島, バンダ諸島, ババール島, レチ諸島)

## アジアとオーストラリアの間の分布
オーストラリアは海によって隔離されているが、理論的にはワラセアを通して動物学的に広がることができる。ワラセアが形成されたときの形跡の例は、オーストラリア北部に位置するBluff Downs fossil siteにある。玄武岩質溶岩の残骸は、過去のオーストラリアの海洋プレートの沈み込みを示している。ここでは、最古のオーストラリアの齧歯類の化石の一つが発見された。オーストラリアの齧歯類は、大陸の真獣下綱の多くの動物の祖先となった。また、コヤカケネズミ属、ホップマウス属、giant beaver ratsなど様々な種がある。他の哺乳類は西へ侵入した。スラウェシの2種のクスクスは世界で最も原始的なポッサムで、アジアで唯一の有袋類である。
鳥類は、オーストラリアとの間で生息域を拡大している。カラスとモズは南へ侵入しニューギニアに入った。オーストラリア大陸へ侵入するものもあった。ノガンとツカツクリはオーストラリアで営巣することになった。オカメインコは、オーストラリアとワラセアのコモド島に生息するものは似ている。
数種のユーカリ属（オーストラリアの木の優勢属）がワラセアで発見された（スラウェシ：en:Eucalyptus deglupta。東ヌサ・トゥンガラ州：en:Eucalyptus urophyllaとen:Eucalyptus alba）。